# تنظيف الشاطئ

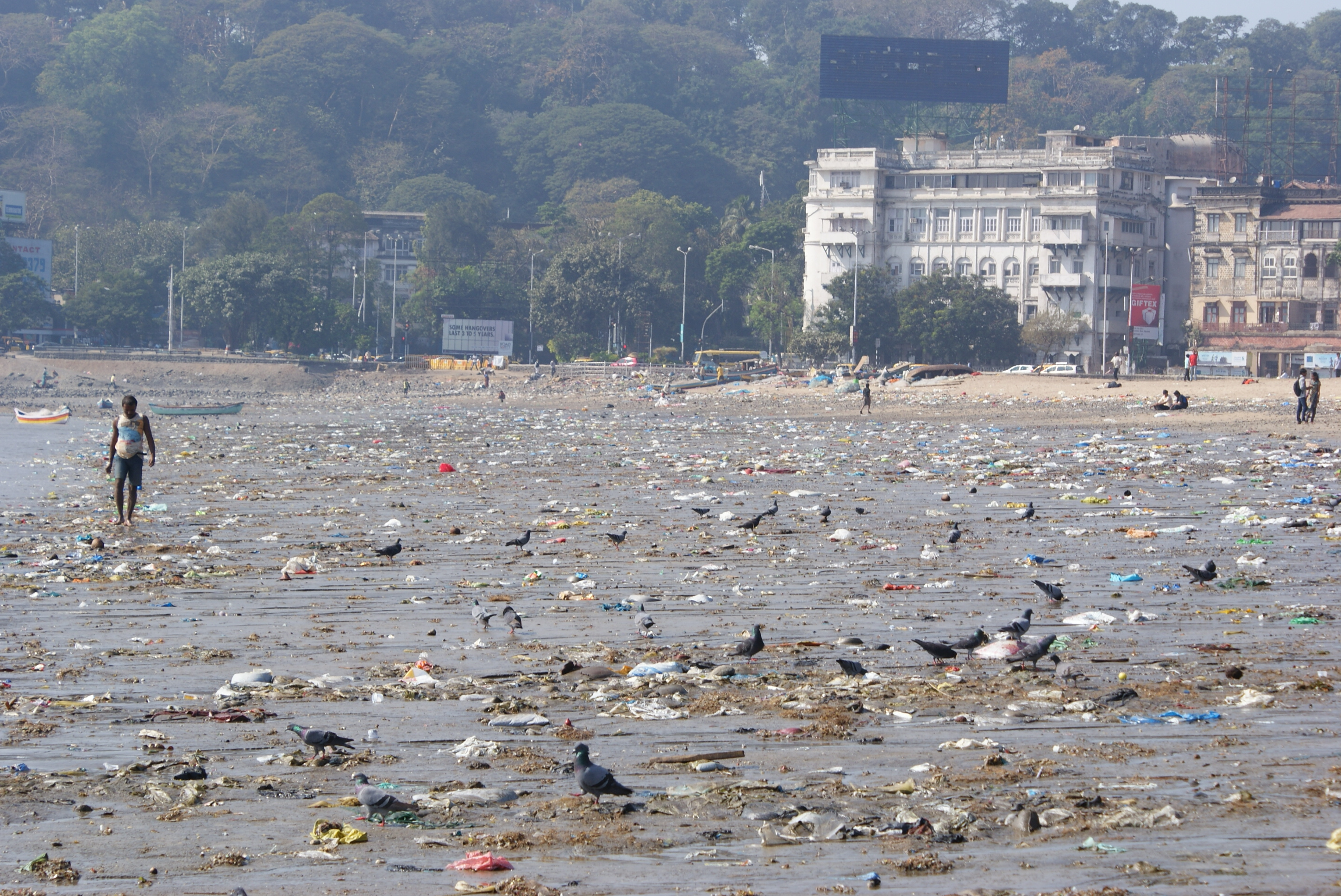
شاطئ ملوث في بومباي، الهند

تنظيف الشواطئ هو عملية إزالة القمامة الصلبة والمواد الكيميائية الكثيفة والقمامة العضوية التي تترسب على الشاطئ أو الساحل بسبب المد أو الزوار المحليين أو السياح. يلوث البشر الشواطئ بمواد مثل الزجاجات والأكياس البلاستيكية والقش البلاستيكي ومعدات الصيد وفلاتر السجائر والعديد من العناصر الأخرى التي غالبًا ما تؤدي إلى التدهور البيئي. في كل عام، يمشط مئات الآلاف من المتطوعين الشواطئ والسواحل حول العالم لتنظيف هذه القمامة. وتسمى هذه المواد أيضًا «القمامة البحرية» أو «التلوث البحري» وتتزايد كميتها بسبب الأنشطة البشرية.
تعود بعض المصادر الرئيسية لمخلفات الشواطئ لمستخدمي الشواطئ والمحيطات بالإضافة إلى الانجرافات البحرية وتدفق الأنهار. يترك العديد من مستخدمي الشاطئ القمامة خلفهم على الشواطئ بعد إنهاء أنشطتهم. تتراكم القمامة البحرية أو المواد الكيميائية مثل النفط الخام المنجرف من المحيطات أو البحار على الشواطئ أيضًا. بالإضافة إلى ذلك، تجلب العديد من الأنهار نفايات بعض المدن إلى الشواطئ. تضر هذه الملوثات بالحياة البحرية والبيئة وصحة الإنسان والسياحة الساحلية. تُظهر دراسة هارتلي وآخرون (2015) أن التربية البيئية مهمة للقضاء على العديد من ملوثات الشواطئ والحفاظ على البيئة البحرية.

## القمامة البحرية
هناك سببان مهمان لتدهور البيئة البحرية وانتشار القمامة البحرية: القوى المباشرة (النمو السكاني والتطور التكنولوجي والنمو الاقتصادي) والقوى التقريبية (تحول الأراضي لمصانع وزيادة العمليات الصناعية). يعد النمو السكاني والنمو الاقتصادي من الأسباب الكامنة وراء استهلاكنا لكمية زائدة من السلع من خلال عملية الصناعة. يتسبب الاستهلاك المفرط للبضائع في تراكم القمامة البحرية وذلك لتعبئة البضائع بواسطة مواد رخيصة غير قابلة لإعادة التدوير مثل البلاستيك. لا يمكن أن تتحلل نفايات البلاستيك الصلب بسهولة في الطبيعة وتستغرق عملية تحللها من آلاف السنين إلى ملايين السنين، لكن يمكنها التحلل إلى قطع أصغر باستمرار (> 5 مم) لتشكل ما يسمى بالميكروبلاستيك. وبالتالي، تسمى منتجات النفايات الصلبة هذه بالقمامة البحرية والمتواجدة على السواحل وعلى العديد من الشواطئ في العالم.
ينتهي المطاف بملايين الأطنان من منتجات النفايات مثل البلاستيك والأوراق والأخشاب والمعادن في البحار والمحيطات والشواطئ من خلال قوى الرياح وتيارات المحيطات (خمسة دوامات رئيسية) ومياه الصرف الصحي والجريان السطحي ومصارف مياه الأمطار والأنهار. أصبحت كميات القمامة البحرية الهائلة تهديدًا خطيرًا للبيئة البحرية والحياة المائية والبشرية. تتمثل معظم المصادر البرية في الإغراق غير القانوني ودفن النفايات والبتروكيماويات والتخلص من نفايات الصناعات الأخرى. كما توجد بعض المصادر البحرية الأخرى والتي تتمحور حول نشاطات الإنسان مثل خطوط الصيد أو الشباك أو الحبال البلاستيكية أو غيرها من المنتجات البتروكيماوية المتنقلة من الجزر أو الأراضي النائية أو سفن الشحن أو قوارب الصيد بفعل الرياح والتيارات المحيطية. أما مصدر القمامة البحرية الآخر فيتمثل في الأنشطة البشرية للسكان المحليين مثل رواد الشواطئ والسائحين ومياه الصرف الصحي.
تدور دراسة مونتيسينوس وآخرون (2020) حول الكمية الإجمالية والبالغة 16123 قطعة من نفايات الشاطئ لتحديد مصدر القمامة البحرية في 40 منطقة استحمام على طول ساحل قادس، إسبانيا. أظهرت الدراسة أن مصادر النفايات ل 88.5٪ من البلاستيك و 67٪ أعقاب السجائر وفضلات القماش مرتبطة بنشاط رواد الشاطئ والسائحين و ارتباط 5.5٪ من النكشات القطنية والمناديل المبللة والفوط الصحية والسدادات القطنية والواقي الذكري مرتبطة بتصريف مياه الصرف الصحي في الأماكن القريبة من أفواه الأنهار وجداول المد والجزر. إلى جانب ذلك، فإن مصادر 2.1٪ من خطوط الصيد والشباك و 0.6٪ الستايروفوم متعلقة بأنشطة الصيد والمصادر البحرية. إلى جانب ذلك، تشير بعض المخلفات البحرية إلى أنها تُغرق مباشرة من قبل بعض السفن الدولية أو السياح في البحر وعلى الشاطئ في بلدان مختلفة مثل علب الطعام البلاستيكية (البرتغال) وأغطية العلب الزجاجية (المغرب) وزجاجات التنظيف (تركيا) وأغلفة الطعام ومواد أخرى متعلقة بالملاحة (ألمانيا).